# Antarktis’ iskappe
Antarktis’ iskappe eller den antarktiske indlandsis er en af jordens to iskapper. Den dækker et areal på næsten 14 millioner km2 eller 98% af det antarktiske kontinent med en tykkelse på op til 4775 m.
Antarktis’ iskappe er den største samlede ismængde på Jorden. Den indeholder 26,5 millioner km3 is svarende til 61% af al Jordens ferskvand. Hvis al isen i den antarktiske iskappe smeltede, ville det svare til en havniveaustigning på 61,1-70 meter. Det antarktiske bidrag til havniveaustigningen siden 1992 udgør omkring 8 mm.
I Østantarktis hviler iskappen på et stort landområde, men i Vestantarktis rækker isen ned til en dybde på mere end 2.500 m under havets overflade.

## Historisk
Antarktis' iskappe dannelse startede mellem Eocæn og Oligocæn, da Antarktis blev en isoleret kontinentalplade med plads til den Antarktiske cirkumpolare havstrøm, og da atmosfærens CO2 indhold faldt drastisk, hvilket bl.a. forårsagede at temperaturen faldt. Østantarktis’ iskappe stammer tilbage fra 34 millioner år siden. Vestantarktis’ iskappe er betydelig yngre, 14 millioner år.
Ved undersøgelse af udborede iskerner af indlandsisen kan man få oplysninger om klimaet på det tidspunkt hvor sneen faldt, og man har hidtil ved hjælp af iskerner kunnet analysere Jordens klima. EPICA Dome C-iskernen har tilladt en kontinuert analyse af klimaet over de sidste 800.000 år.
I den sidste mellemistid for omkring 120.000 år siden smeltede en del af Antarktis’ iskappe, og den globale vandstand steg 10m over det nuværende niveau.

## Antarktis’ gletsjere
Vestantarktis:
- Larsen A, Larsen B, Larsen C og Larsen D (ligger på den Antarktiske halvø)
- Pine Island Glacier [7]
- Thwaites Gletsjer, “the doomsday glacier”[7]

## Subglaciale søer
Der er fundet mere end 400 isdækkede søer i Antarktis’ is.
Vostoksøen (en. Lake Vostok) den største isdækkede sø på Jorden og blev opdaget først. Den dækker et areal på omkring 12.500 kvadratkilometer og har formentlig været isoleret fra omverdenen i mindst 20 millioner år, måske meget mere, men ikke dækket af is hele tiden. I midten af søen findes en forhøjning, der indebærer at søen indeholder to forskellige miljøer.
Intet andet sømiljø indeholder så meget ilt, og det anses for givet at der findes liv i søen i form af ekstremofile mikrober der opretholder livet ved kemosyntese.
Mercer-søen (en. Lake Mercer) er en antarktisk subglacial sø med spor af fauna og flora. 
Whillans-søen (en. Lake Whillans) under 800 meters is er blevet undersøgt med et varmtvandsbor og der er fundet i tusindvis af mikrober: levende bakterier og arkæer.
Ellsworth-søen (en. Lake Ellsworth) er en subglacial sø under 3,4 km is, der var det første forsøg på at bore igennem med et varmtvandsbor, men det lykkedes ikke at få taget en prøve af søens vand.
Untersee-søen (en. Lake Untersee) er meget speciel. Den er altid dækket af nogle meter is. Den dækker cirka 11 kvadratkilometer og er nogle steder basisk og ætsende som lud. Den indeholder store mængder metan og er mættet med ilt, og man har fundet flere meget specielle ekstremofile fotosyntetiske bakterier i søbunden og stromatolitter.

## Eksterne links
1. ↑  "Rapport fra Intergovernmental Panel of Climate Change". Arkiveret fra originalen 10. juni 2012. Hentet 27. april 2021.
2. ↑  "Ice Sheets in Antarctica. British Antarctic Survey". Arkiveret fra originalen 9. januar 2014. Hentet 17. september 2020.
3. 1 2  History, mass loss, structure, and dynamic behavior of the Antarctic Ice Sheet. Science 2020
4. ↑  The frozen continent. Science 2020
5. ↑  EPICA Dome C record of glacial and interglacial intensities. Quaternary Science Reviews. 2010
6. ↑  Scientists Study Sea Levels 125,000 Years Ago And It's a Terrifying Look at Our Future. ScienceAlert 2019
7. 1 2  Antarctica's 'Doomsday Glacier' Is in Serious Danger, New Research Confirms. ScienceAlert 2020
8. ↑  EXCLUSIVE: Tiny animal carcasses found in buried Antarctic lake. Nature 2019
9. ↑  Ældgamle dyr fundet under isen i Antarktis. Videnskab.dk 2019
10. ↑  Forskere borer hul til mystisk sø under isen på Antarktis. DR Viden 2019
11. ↑  Lakes under the ice: Antarctica’s secret garden. Nature 2014
12. ↑  Anaerobic psychrophiles from Lake Zub and Lake Untersee, Antarctica. NASA 2009
13. ↑  Discovery of large conical stromatolites in Lake Untersee, Antarctica. Geobiologi 2011

90°S 0°Ø / 90°S 0°Ø